# Priorato de Marcevol
El priorato de Marcèvol se encuentra dentro del término municipal de la localidad francesa de Arboçols, en el departamento de Pirineos Orientales.

## Historia
La fundación de este priorato hay que situarla en 1128 cuando el obispo de Elna entregó la iglesia de Santa María de la localidad a los miembros de la orden del Santo Sepulcro. El priorato se creó en 1142 y dependía directamente de la colegiata barcelonesa de Santa Anna. En el 1370 se fortificó el recinto
A mediados del siglo XV el cenobio se encontraba ya en decadencia. Para intentar salvarlo se le unió primero con la colegiata de Santa María la Real situada en Perpiñán y más tarde, en 1476, a la comunidad de Vinçà de la que siguió dependiendo.
Durante la Revolución francesa fue declarado Bien Nacional y convertido en un centro agrícola. Posteriormente quedó abandonado. En la década de 1970 se formó una asociación de restauradores para preservar los edificios del priorato. Esta comunidad laica, declarada de utilidad pública, es la encargada del mantenimiento de la iglesia y de las antiguas dependencias monacales.

## Edificio
La iglesia de Santa María es de tres naves y su construcción está datada entre 1129 y 1160. La nave principal tiene una cubierta de bóveda de cañón mientras que la de la zona sur está cubierta con bóveda de cuarto de círculo. En uno de los absidiolos pueden verse aún restos de las pinturas murales que se cree que cubrían todo el templo. La pintura visible representa un pantocrátor con la imagen de Cristo en actitud mayestática. Aparece rodeado por una mandorla y por las letras griegas alfa y omega que significan el principio y el final.
Destaca la portalada de la iglesia realizado en mármol blanco y rosa. La puerta, situada en la zona de poniente, tiene diversas arcadas. Tiene también pilares estriados y un arco exterior dentado. Sobre la puerta, que aún conserva los herrajes originales, se abre una ventana realizada en mármol rosa.
El campanario con espadaña se reconstruyó después de que el terremoto de 1428 afectara parte de la estructura de la iglesia. No queda ningún rastro de la antigua galería del claustro.
Véase también: Pintura románica en Cataluña